# Tucupita Marcano
Tucupita José Marcano Circelli (Tucupita, 16 de septiembre de 1999) es un beisbolista profesional venezolano que jugó en las Grandes Ligas de Béisbol (MLB) para los Padres de San Diego y los Piratas de Pittsburgh. En 2024, fue expulsado de por vida de la MLB por haber realizado apuestas en juegos de los Piratas de Pittsburgh, mientras estaba en la lista de lesionados del equipo.Actualmente juega para los Navegantes del Magallanes, en la Liga Venezolana de Béisbol Profesional.

## Carrera
El 2 de julio de 2016, Marcano firmó con los Padres de San Diego como agente libre internacional. Debutó en 2017 con los Padres de la Liga Dominicana de Verano, bateando .206/.337/.353 en 49 juegos.
En 2018, Marcano dividió la temporada entre los AZL Padres y los Low-A Tri-City Dust Devils, acumulando .366/.450/.438 con 1 jonrón y 26 carreras impulsadas. La temporada siguiente, jugó con los Fort Wayne TinCaps Single-A, bateando .270/.323/.337 con 2 jonrones y 45 carreras impulsadas en 111 juegos con el equipo. No jugó ningún partido en 2020 debido a la cancelación de la temporada de ligas menores debido a la pandemia de COVID-19.Los Padres lo agregaron al roster de 40 después de la temporada 2020.
El 1 de abril de 2021, Marcano hizo su debut en la MLB como bateador emergente de Keone Kela y recibió una base por bolas contra Stefan Crichton de los Diamondbacks de Arizona.El 6 de abril, bateó su primer hit en las Grandes Ligas, un sencillo ante el relevista de los Gigantes de San Francisco, Wandy Peralta. Después de acertar 2 de 12 con una impulsada en 10 juegos para los Padres, Marcano fue expulsado de la lista y asignado a Triple-A El Paso Chihuahuas para comenzar la temporada de ligas menores.
El 26 de julio de 2021, los Padres transfirieron a Marcano, Jack Suwinski y Michell Miliano a los Piratas de Pittsburgh a cambio de Adam Frazier. Marcano terminó la temporada con los Indios de Indianápolis Triple-A, luego comenzó la campaña 2022 con el Altoona Curve Doble-A. Apareció en un juego en abril contra los Cerveceros de Milwaukee como bateador emergente, y fue llamado a las ligas mayores el 27 de mayo de 2022.Conectó su primer jonrón en la MLB ante el lanzador de los Dodgers, Walker Buehler, el 30 de mayo 
Los Piratas enviaron a Marcano a Triple-A Indianápolis para comenzar la temporada 2023.Fue llamado a las mayores el 15 de abril. Participó en 75 juegos para Pittsburgh, bateó .233/.276/.356 con 3 jonrones y 18 remolcadas. El 25 de julio de 2023, fue incluido en la lista de lesionados de 60 días por una dolencia en el ligamento de la rodilla derecha.El 3 de agosto se confirmó que había sufrido una rotura del ligamento cruzado anterior y requeriría cirugía.
El 2 de noviembre de 2023, los Padres reclamaron a Marcano de las exenciones. Comenzó la temporada 2024 en la lista de lesionados mientras continuaba recuperándose de la cirugía del ligamento cruzado anterior.

#### Expulsión de la MLB
El 4 de junio de 2024, Marcano fue expulsado de por vida de la MLB, junto a otros cuatro jugadores que fueron suspendidos por un año, por violar la política de juego. La liga indicó que Marcano comenzó a apostar en juegos de los Piratas durante la temporada 2023 mientras se recuperaba de una cirugía. MLB descubrió que Marcano realizó 387 apuestas en competencias internacionales y de la MLB, apostando más de $150,000 entre octubre de 2022 y noviembre de 2023.
Casi todas sus apuestas en los partidos de los Piratas eran sobre qué club ganaría o apuestas por encima o por debajo del número de carreras anotadas, y muchas eran apuestas parley. Negó tener información privilegiada que pudiera influir en sus apuestas, lo que confirmó la MLB. Ganó sólo el 4,3% de sus apuestas, según la liga.

### LVBP
En la Liga Venezolana de Beisbol Profesional, Marcano es reserva de los Navegantes del Magallanes. De acuerdo con lo anunciado por la liga venezolana, podría uniformarse para jugar en Venezuela, pues no existe ninguna prohibición prevista en el acuerdo invernal sobre la inhabilitación de por vida por parte de la MLB.

## Vida personal
Tucupita Marcano lleva el nombre de su lugar de nacimiento, la ciudad de Tucupita. «Tucupita» es también el apodo de su padre  Raúl «Tucupita» Marcano, quien fuese también beisbolista con destacada participación en la Liga Venezolana de Béisbol Profesional durante 18 temporadas especialmente con los Caribes de Oriente, los Cardenales de Lara, los Tigres de Aragua y los Navegantes del Magallanes.